# Eriksson Delcroix
Eriksson Delcroix is een Belgisch country- en bluegrassduo dat bestaat uit het echtpaar Bjorn Eriksson en Nathalie Delcroix. Ze werden het eerste duo dat werd genomineerd als "beste componist" op de Music Industry Awards 2014.
Onder de naam The Partchesz brachten ze in 2007 in eigen beheer al een countryalbum uit, met experimentele elektronische bewerkingen van countryklassiekers.. 
In 2014 verscheen het debuutalbum onder de naam Eriksson Delcroix met country/bluegrass en folk in de traditionele stijl uit de Appalachen. 
Op plaat worden ze bijgestaan door Karl Eriksson (banjo, vader van Bjorn), Peter Pask (basgitaar), Tim Coenen (gitaar), Elko Blijweert (gitaar) en Alain Rylant (percussie). In 2015 verscheen het tweede album In Nashville, Tennessee, dat slechts op 250 exemplaren werd gedrukt op vinyl.

## Discografie
| Album met hitnotering(en) in de Vlaamse Ultratop 200 albums | Datum van verschijnen | Datum van binnenkomst | Hoogste positie | Aantal weken | Opmerkingen               |
| ----------------------------------------------------------- | --------------------- | --------------------- | --------------- | ------------ | ------------------------- |
| For ever                                                    | 2014                  | 15/02/2014            | 19              | 27           |                           |
| In Nashville Tennessee                                      | 2015                  |                       |                 |              |                           |
| Heart Out Of Its Mind                                       | 2016                  | 06/02/2016            | 18              | 14           |                           |
| Magic Marker Love                                           | 2017                  | 18/11/2017            | 27              | 15           | met Sun Sun Sun Orchestra |
| The Riverside Hotel                                         | 2019                  | 09/02/2019            | 25              | 6            |                           |